# ماشاالله کاشانی‌خواه
ماشاالله کاشانی‌خواه مشهور به ماشاالله قصاب، از رؤسای کمیته‌های انقلابی بود. او از ۲۵ بهمن ۱۳۵۷ تا ۲۱ مرداد ۱۳۵۸ رئیس کمیته انقلاب مستقر در سفارت آمریکا در تهران بود که پس از حملهٔ ناموفق چریک‌های فدایی خلق در ۲۵ بهمن ۱۳۵۷، در آن مکان مستقر شد. 
ماشاالله قصاب دسته چندنفره مختص خودش را داشت که از نهضت آزادی تا جریان‌های دیگر در آن سال‌ها متهم به فرماندهی و خط‌دهی به او شدند. پس از گذر از فعالیت‌های سیاسی-امنیتی، به عضویت کمیته مبارزه با مواد مخدر صادق خلخالی درآمد. از سرنوشت کاشانی اطلاعات دقیقی وجود ندارد و گفته می‌شود در دهه‌ی ۹۰ درگذشته است.

## در فرهنگ
فریدون فروغی ترانه «حقه» را که با عنوان «مشتی ماشاءالله» در بین مردم شهرت پیدا کرده‌است،  در اشاره به ماشاءالله قصاب و کارهای او اجرا کرد. شعر این ترانه را دوست فروغی به نام فرهنگ قاسمی سروده‌بود. او بعدها به فعالیت سیاسی روی آورد و فریدون فروغی هم تا سال‌های دهه ۱۳۷۰ ممنوع‌الصدا شد.